# Wixon Valley
Wixon Valley és una població dels Estats Units a l'estat de Texas. Segons el cens del 2000 tenia 235 habitants.

## Demografia
Segons el cens del 2000, Wixon Valley tenia 235 habitants, 85 habitatges, i 70 famílies. La densitat de població era de 50,7 habitants per km².
Dels 85 habitatges en un 34,1% hi vivien nens de menys de 18 anys, en un 68,2% hi vivien parelles casades, en un 15,3% dones solteres, i en un 16,5% no eren unitats familiars. En el 12,9% dels habitatges hi vivien persones soles el 9,4% de les quals corresponia a persones de 65 anys o més que vivien soles. El nombre mitjà de persones vivint en cada habitatge era de 2,76 i el nombre mitjà de persones que vivien en cada família era de 3,03.
Per edats la població es repartia de la següent manera: un 30,2% tenia menys de 18 anys, un 6,4% entre 18 i 24, un 28,9% entre 25 i 44, un 19,6% de 45 a 60 i un 14,9% 65 anys o més.
L'edat mediana era de 36 anys. Per cada 100 dones de 18 o més anys hi havia 76,3 homes.
La renda mediana per habitatge era de 53.750 $ i la renda mediana per família de 59.063 $. Els homes tenien una renda mediana de 35.417 $ mentre que les dones 25.938 $. La renda per capita de la població era de 33.915 $. Cap de les famílies i el 3% de la població estaven per davall del llindar de pobresa.

## Poblacions més properes
El següent diagrama mostra les poblacions més properes.